# Ibitiúra de Minas
Ibitiúra de Minas es un municipio brasilero del estado de Minas Gerais. Su población estimada en 2006 era de 3.753 habitantes.

## Historia
Una de las pocas ciudades con el comienzo tan bien registrado, ya que hay documentos de hasta 100 años antes de la población del municipio. Al principio, era Meseta de la Piedra Blanca donde los Kayapó residían hasta mediados del siglo XVIII.
El Minicípio fue creado el 30 de diciembre de 1962, por la Ley 2704 siendo su territorio separado del municipio de Caldas y su instalación fue el 1 de marzo de 1963.

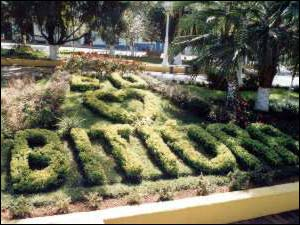
Plaza Central de Ibitiúra de Minas